# Лён австрийский
Лён австри́йский (лат. Línum austriácum) — вид многолетних травянистых растений рода Лён семейства Льновые.

## Биологическое описание
Многолетнее растение высотой 10—60 см с разветвлённым деревянистым корневищем.
Стебель преимущественно прямостоячий, неразветвлённый, в соцветии ветвистый.
Листья линейные, с одной жилкой, нижние тупые, верхние заострённые цельнокрайные.
Цветки собраны в концевые несимметричные вильчатые соцветия, обоеполые, правильные, пятичленные, после цветения повислые на длинных цветоножках. Чашелистики яйцевидные, заострённые, по краю сухоплёнчатые. Лепестки венчика треугольно-обратнояйцевидные, светло-голубые с тёмными жилками. Время цветения — с мая по июль.
Плод — пятигнёздная коробочка.

## Распространение и экология
Гемикриптофит, распространён в Европе в средиземноморской, умеренной и субконтинентальной климатических областях, в Северной Африке (Алжир и Марокко), Западной Азии (Иран и Турция), Закавказье (Армения и Азербайджан).
В России встречается на юге европейской части (в частности, на Северном Кавказе), в Дагестане, на юге Западной Сибири.
Растёт на светлых сухих местах, преимущественно на известковых почвах.

## Таксономия

### Подвиды
Список создан на основе базы данных Germplasm Resources Information Network.
- Linum austriacum subsp. austriacum
- Linum austriacum subsp. collinum (Boiss.) Nyman
- Linum austriacum subsp. euxinum (Juz.) Ockendon [syn.  Linum euxinum Juz.]basionym
- Linum austriacum subsp. gaetulum Humbert
- Linum austriacum subsp. glaucescens (Boiss.) P.H.Davis [syn.  Linum alpinum var. glaucescens Boiss.]basionym
- Linum austriacum subsp. gomaricum Font Quer
- Linum austriacum subsp. marschallianum (Juz.) Greuter & Burdet [syn.  Linum marschallianum Juz.]basionym
- Linum austriacum subsp. mauritanicum (Pomel) Greuter & Burdet [syn.  Linum mauritanicum Pomel]basionym
- Linum austriacum subsp. tommasinii (Rchb.) Greuter & Burdet [syn.  Adenolimon tommasinii Rchb.]basionym